# Bósnia e Herzegovina nos Jogos Olímpicos de Verão de 1992
A Bósnia e Herzegovina competiu nos Jogos Olímpicos de Verão como nação independente pela primeira vez nos Jogos Olímpicos de Verão de 1992, em Barcelona, Espanha. Anteriormente, os atletas do país competiram pela Iugoslávia nos Jogos Olímpicos.
Durante os Jogos Olímpicos de Verão de 1992 em Barcelona, a Bósnia e Herzegovina competiu como parte da Equipe Olímpica Unificada e não sob sua própria bandeira nacional, pois o país ainda estava em um processo de reconhecimento internacional completo e enfrentando os desafios da guerra de independência. 
•Participação da Bósnia e Herzegovina nas Olimpíadas de 1992:
- Equipe Olímpica Unificada: Devido à guerra e ao processo de independência em curso, os atletas da Bósnia e Herzegovina competiram como parte da Equipe Olímpica Unificada (que incluía atletas de várias repúblicas pós-soviéticas).
- Bandeira: Eles não competiram sob a bandeira nacional da Bósnia e Herzegovina. Em vez disso, os atletas da região da ex-Iugoslávia competiram sob a bandeira olímpica e eram conhecidos como "Atletas Olímpicos Independentes".
- Modalidades: Como mencionado anteriormente, os atletas da Bósnia e Herzegovina competiram em atletismo, judô, natação e tiro.
- Recepção: A delegação foi recebida calorosamente durante a cerimônia de abertura, simbolizando um momento significativo para o país.